# ことぶきつかさ
ことぶき つかさ（1970年4月28日 - ）は、日本の漫画家、アニメ・コンピュータゲームのキャラクターデザイナー、アニメーター、同人作家。東京都出身。男性。
本来（1985年以降）のペンネームは「寿司」だが、読み方が理解されにくかったことから「寿つかさ」を経て、現在の表記に統一している。「司」「つかさ」はファンだったアニメーターの土器手司に由来し、友人から「ならば苗字は寿」とすすめられ、本人はその意味を理解しないまま採用した。描画は左手のみだが、書字には左右共使える両利きである。

## 略歴
中学時代から「寿司」名義で同人誌活動を始め、高校生時代に編集業と平行してアンソロジーなどの商業誌で漫画やイラストを手懸ける。20歳の頃に漫画家の園田健一のもとで半年ほどのアシスタント経験を経て、『サイバーコミックス』に掲載されたアニメ『機動戦士ガンダム』のサイドストーリー漫画の仕事で本格的なデビューを果たす。以後、アニメ映画『餓狼伝説 -THE MOTION PICTURE-』の私服デザイン、PlayStation向け対戦型格闘ゲーム『闘神伝』のキャラクターデザイン、小説『セイバーマリオネットJ』のイラストなど、経歴を重ねる。

## 作風
アニメ作品では『機動戦士ガンダム』『メガゾーン23』、漫画では士郎正宗、桂正和、アニメーターでは土器手司、園田健一、大張正己などから影響を受ける。とくに中学1年の時、士郎正宗の『アップルシード』に出会ったことが業界を志すきっかけとなった。
メカニックイラストも手がけ、大張のロボットアニメ作品でのデザイン担当、北米版『機動戦士Ζガンダム』DVDのボックスアートなどがある。また、16歳で自作ガレージキットを販売して以来、ガレージキットの原型制作など立体造形物もこなしている。

## 主な仕事

### 漫画（コミックス）
- いけ!いけ!ぼくらのVガンダム!!（1994年）
  - ことぶきつかさ短編集　いけ!いけ!ぼくらのVガンダム!!（2012年）
- 哀・機動男（日本国外）（1994年 -未完 ）（全3巻）
- アキハバラ電脳組 パタPi!（1998年）
- ラグナロクコミカライズ（2001年 - 2003年）（全3巻）
- 機動戦士Ζガンダム デイアフタートゥモロー ―カイ・シデンのレポートより―（2006年 -2008年 ）（全2巻）
  - 機動戦士ガンダム デイアフタートゥモロー ―カイ・シデンのメモリーより―（2009年 -2012年 ）（全2巻）

### アニメーション
- 餓狼伝説 -THE MOTION PICTURE-劇場作品（1994年）（キャラクターデザイン/コスチュームデザイン/原画）
- 闘神伝OVA版（1996年）（キャラクターデザイン原作/アニメ用コスチュームデザイン/パッケージイラスト）
- VS騎士ラムネ&40炎（1996年）（キャラクターデザイン）
- セイバーマリオネットJ（1996年）（キャラクターデザイン原作/小説挿絵）
  - またまたセイバーマリオネットJ OVA作品（1997年）（キャラクターデザイン原作）
  - セイバーマリオネットJ to X（1998年）（キャラクターデザイン原作）
- アキハバラ電脳組[4]（1998年）（ビジュアルディレクター/キャラクターデザイン/メカニックデザイン/原画）
  - アキハバラ電脳組 2011年の夏休み（1999年）（キャラクターデザイン/メカニックデザイン）
- ガンドレス（1999年）（作画用キャラクターデザイン）
- 銀装騎攻オーディアン（2000年）（コスチュームデザイン/メカデザイン/絵コンテ/原画）
- 神魂合体ゴーダンナー!!（2003年）（サブメカニックデザイン/原画）
- ダンテズ・インフェルノ（2010年）（アニメパート用キャラクターデザイン）
- スーパーロボット大戦OG -ジ・インスペクター-（2010年）（メカニックデザイン/原画）
- 爆獣合神ジグルハゼル（2013年）（キャラクターデザイン/原画）
- ガンダムビルドファイターズ（2013年）（OP原画/原画）
- 蒼き鋼のアルペジオ -アルス・ノヴァ-（2013年）（EDカード）
- ストレンジ・プラス （2013年）（EDカード）
- 機動戦士ガンダム THE ORIGIN（2015年）（キャラクターデザイン、作画監督）
- 転生したらスライムだった件（2018年）（原画）
- 劇場版シティーハンター 〈新宿プライベート・アイズ〉（2019年）（サブキャラクター[注 2]デザイン、作画監督）
- ポプテピピック（2019年）（#13オープニングキャラ作画監督）
- 怪人開発部の黒井津さん（2022年）（ヒーローデザイン）
- 機動戦士ガンダム ククルス・ドアンの島（2022年）（キャラクターデザイン）
- DRAGON QUEST -ダイの大冒険-（2022年）（第98話原画）
- ONE PIECE（2023年）（原画）
- 真夜中ぱんチ（2024年）（キャラクター原案）
- キン肉マン 完璧超人始祖編（2024年）（原画）
- 俺は星間国家の悪徳領主!（2025年）（メカデザイン）
- 鎧真伝サムライトルーパー（2026年）（ヴィランキャラクターデザイン）

### 小説挿絵
- バトルファイターズ餓狼伝説（1994年）
- ヴォルハドの剣（1995年）
- ストリートファイターII（1）（1995年）
- セイバーマリオネットJシリーズ（1995年 - 1999年）
- アキハバラ電脳組（1999年）
- アキハバラ電脳組〜2011年の夏休み〜（1999年）
- グルービー!グルービー!(2000年）（未単行本作品）
- ハーモナイザー・エリオンシリーズ（2003年 - 2004年）
- 裏閻魔（初版帯・PV キャラクターデザイン・イメージイラストのみ）（2011年）
- ツカレルナ!（2012年）
- 真夜中ぱんチ ワケあり動画投稿者はヴァンパイア!?（2024年）

### ゲーム
- 闘神伝（1995年）（キャラクターデザイン）
  - 闘神伝S（1995年）（キャラクターデザイン）
  - 闘神伝2（1995年）（キャラクターデザイン）
  - 熱闘闘神伝（1996年）（キャラクターデザイン原案）
  - 闘神伝2プラス（1996年）（キャラクターデザイン）
  - 闘神伝にとうしんでん（1996年）（キャラクターデザイン原案）
  - 闘神伝URA（1996年）（キャラクターデザイン）
  - 闘神伝3（1996年）（オフィシャルイラストレーション）
  - パズルアリーナ闘神伝（1997年）（キャラクターデザイン原案）
  - 闘神伝カードクエスト（1998年）（キャラクターデザイン原案）
  - 闘神伝 昴（1999年）（キャラクターデザイン原案）
- ザ・キング・オブ・ファイターズ'97（1997年）（SPチーム用ED原画）
- セイバーマリオネットJ・バトルセイバーズ（1997年）（キャラクターデザイン）
- 銀河お嬢様伝説ユナ（1997年）（ゲストキャラクターデザイン）
- サウザンドアームズ（1998年）（主人公サイドキャラクターデザイン原案）
- アキハバラ電脳組パタPies!（1999年）（キャラクター&パタPiデザイン監修）
- NO MORE HEROES 英雄たちの楽園（2010年）（PS3版特典イラスト）
- ガンダムブレイカー2（2014年）（キャラクターデザイン）
- 雷電V（2016年）（キャラクターデザイン）
- ファイアーエムブレム ヒーローズ （2017年）（一部キャラクターデザイン）
- 機動戦士ガンダム U.C. ENGAGE（2021年）（ペッシェ・モンターニュ編キャラクターデザイン）

### イメージキャラクター
- ぱっちー君（有限会社テンキーマスコットキャラクターデザイン）

### その他
- ファイアーエムブレム英雄百歌（ミネルバのイラスト担当[5]）
- カードファイト!! ヴァンガード (カードイラスト[6])
- 森口博子『GUNDAM SONG COVERS』シリーズ（ジャケットイラスト[7]）